# ابوالقاسم صدر قاضی
ابوالقاسم صدر قاضی (۱۸ اردیبهشت ۱۲۸۱ مهاباد - ۱۰ فروردین ۱۳۲۶ مهاباد) از مؤسسان حزب دموکرات کردستان ایران و جمهوری مهاباد و نماینده مهاباد در مجلس شورای ملی بود.
پدرش قاضی علی از بزرگان مهاباد و مادرش گوهر تاج خانم بود. پس از شهریور ۱۳۲۰ و اشغال ایران که به کناره‌گیری رضا شاه از سلطنت و بازشدن فضای سیاسی در ایران انجامید، همراه با برادرش قاضی محمد وارد فعالیت‌های سیاسی شد. در انتخابات دوره چهاردهم مجلس شورای ملی که در شهریور ۱۳۲۲ در مهاباد برگزار شد، با کسب ۱۳۱۳۲ رأی از مجموع ۱۴۸۱۵ رأی که در این حوزه انتخابیه به صندوق‌های رأی ریخته شد به مجلس راه یافت و به تهران رفت. 
در سال ۱۳۲۴ در شرایطی که مهاباد در کنترل ارتش شوروی بود و دولت مرکزی بر منطقه مهاباد تسلطی نداشت، صدر قاضی همراه با برادر بزرگترش قاضی محمد در تأسیس حزب دموکرات کردستان و راه‌اندازی جمهوری خودمختار مهاباد شرکت جست. در پی خروج ارتش شوروی از ایران در آذر ۱۳۲۵ با ورود ارتش ایران به مهاباد و از هم پاشیدن جمهوری خودمختار، صدر قاضی که در تهران و نماینده مردم در مجلس بود و همچنین میانجی جمهوری کوردستان و دولت مرکزی بود، در تهران دستگیر شد و به مهاباد منتقل شد و همراه با قاضی محمد در شب دهم فروردین ۱۳۲۶ به دار آویخته شد.